# 순안정자금조달비율
2007~2008년 세계 금융 위기 당시 영국의 노던 록(Northern Rock), 미국의 투자은행 베어스턴스(Bear Stearns), 리먼 브라더스(Lehman Brothers) 등 몇몇 은행들은 은행간 대출시장의 단기 도매자금에 지나치게 의존해 유동성 위기를 겪었다. 그 결과, G20은 바젤 III로 알려진 은행 규제 개혁을 시작했다. 자본 요구 사항의 변경 외에도 바젤 III에는 순안정자금조달비율(NSFR, net stable funding ratio)과 유동성 보상 비율(LCR)이라는 두 가지 완전히 새로운 유동성 요구 사항도 포함되어 있다.
2014년 10월 31일, 바젤 은행 감독위원회는 최종 순안정자금비율(Net Stable Funding Ratio)을 발표했다(2010년에 처음 제안되었으며 2014년 1월에 다시 제안됨). 두 비율 모두 획기적인 요구 사항이다. 국제 금융에 종사하는 경우 전 세계 모든 은행에 적용될 예정이다.